# La tigre per la coda (romanzo James Hadley Chase)
La tigre per la coda (Tiger by the Tail) è un romanzo giallo hard boiled, opera dello scrittore britannico James Hadley Chase, pubblicato nel 1954.

## Trama
Ken Holland è un tranquillo, giovane impiegato di banca. Da quando la moglie si è dovuta assentare per assistere la madre, lui sente acutamente la sua mancanza e desidera che ritorni. In questo stato psicologico, l'amico e collega Max Parker riesce a convincerlo ad andare da una giovane prostituta molto esclusiva, Fay Carson, e i due vanno insieme a uno spettacolo. Quando Ken accompagna Fay a casa, si è scatenato un temporale estivo e l'uomo si ferma da Fay. Poco dopo, la corrente elettrica salta e Ken sente una presenza nel buio e una corsa precipitosa. Entra nella stanza di Fay e la trova pugnalata.
Ken scappa ma ben presto è identificato dalla polizia, che tuttavia è propensa a dubitare della sua colpevolezza. Fay era circondata da persone che avevano giurato di assassinarla: Johnny Dorman (appena dimesso da una clinica psichiatrica), Maurice Yarde, ex fidanzato della vittima, Gilda Dorman, ex coinquilina di Fay e responsabile delle sue disavventure. Ma, al di sopra di questi elementi, c'è l'interesse di un boss locale, O'Brien, che si vuole sbarazzare di Johnny e lo fa seguire da alcuni suoi scagnozzi per farlo sparire.
Ne segue una ridda di omicidi causati dalla concatenazione degli eventi. Maurice Yarde è trovato cadavere nel frigorifero di Gilda e Sweeting (un ricattatore e ficcanaso) è accoltellato con lo stesso rompighiaccio usato per Fay. Anche un certo Louis Mancini, al corrente dei piani di O'Brien è trovato moribondo dal tenente Adams, che gli fa firmare una confessione. Intanto Ken non fa che sfuggire da un agguato all'altro, e ha visto troppe cose. Nel finale, Ken sarà liberato da ogni sospetto, ma gli assassini sfuggiranno alla giustizia: O'Brien ucciso da Adams per legittima difesa, e Gilda (la colpevole di tre morti), gettandosi dalla finestra di casa, al sedicesimo piano.

## Opere derivate
Nel 1957, da Tiger by the Tail, è stato tratto il film L'uomo dall'impermeabile (L'homme à l'imperméable) diretto da Julien Duvivier.

## Edizioni in italiano
- James Hadley Chase, La tigre per la coda, Roma, Edizioni Gialli del secolo, 1954
- James Hadley Chase, La Tigre per la coda, traduzione di Lidia Lax, collana I Classici del Giallo Mondadori n. 393, Milano 1982